# Jimmy Hogan
Jimmy Hogan (Nelson, Lancashire, 1882. október 16. – Burnley, Lancashire, 1974. január 30.) ír származású angol labdarúgó, csatár, majd edző, szövetségi edző. A magyar futball kialakulásában jelentős szerepe volt, az MTK Hungária és a magyar válogatott edzője volt 1914-1921, majd 1925-1927 között.

## Élete
A háború kitörése után rövid ideig Bécsben dolgozott, az osztrák válogatott edzőjeként. Angol állampolgársága miatt az osztrákok börtönbe zárták. Az osztrák szövetség jogtalanul fölbontotta szerződését, ami miatt családja megélhetése is veszélybe került. Később családját hazaküldhette, ő maga 1000 font váltságdíj ellenében (amit két honfitársa tett le helyette) kiszabadult a börtönből. Innen került Budapestre, ahol tárt karokkal fogadták és megbízták az MTK csapatának edzésével.

## Sikerei, díjai

### Játékosként
Fulham FC:
- FA-kupa elődöntős: 1907–08

### Edzőként
Az ún. Duna-menti iskola kialakulásában kulcsszerepe volt Jimmy Hogannek. Ő tanította meg az erőre és gyorsaságra épülő angol stílustól gyökeresen különböző skót passzjátékot, mely a technikát és az összjátékot részesítette előnyben. Évtizedekig ez lett a közép-európai országok jellemző stílusa.
MTK Budapest FC:
- Magyar labdarúgó-bajnokság bajnok: 1916-17, 1917-18, 1918-19, 1919-20, 1920-21

Osztrák olimpiai csapat:
- Olimpiai játékok ezüstérmes: 1936

## Fordítás
- Ez a szócikk részben vagy egészben  a   Jimmy Hogan című angol Wikipédia-szócikk fordításán alapul.  Az eredeti cikk szerkesztőit annak laptörténete sorolja fel. Ez a jelzés csupán a megfogalmazás eredetét és a szerzői jogokat jelzi, nem szolgál a cikkben szereplő információk forrásmegjelöléseként.